# 宝塚造形芸術大学短期大学部
宝塚造形芸術大学短期大学部（たからづかぞうけいげいじゅつだいがくたんきだいがくぶ）は、大阪府箕面市稲5-5-1に本部を置いていた日本の私立大学である。1967年に設置され、2004年に廃止された。大学の略称は芸短。旧名、関西女子美術短期大学、関西芸術短期大学についても後述する。

## 概要

### 大学全体
- 大阪府箕面市に所在した日本の私立短期大学で、設置主体は[注 1]。
- 1967年に関西女子学園短期大学として開、当初は入学総定員120名[4]。その後、名称変更、入学定員の増減あり。1996年度より男女共学となる。
- 2002年度の入学生を最後に[注釈 2]、2004年に短期大学としての使命を終える[5]。
- 卒業生数は延べ9733人。

### 教育および研究
- デザイン美術科のみの専門教育を行っていたが、ファッションデザイン・映像・工芸・絵画など多彩なコースがあった。

### 学風および特色
- 学生の一大イベントとしてファッションショーが催された。

## 沿革
- 1967年
  - 1月23日 左記を以て文部省[注 3]より短期大学の設置が認可される[6]。
  - 4月1日 関西女子学園短期大学（かんさいじょしがくえんたんきだいがく）が以下の学科体制にて開学する。
    - デザイン美術科 入学定員120名[7]

  - 5月1日 学生数[8]/定員
    - デザイン美術科 79[注釈 3]/120
- 1975年
  - 6月1日 関西女子美術短期大学（かんさいじょしびじゅつたんきだいがく）と改称[9]。
- 1977年
  - 4月1日 デザイン美術科の入学定員を120[10]→200[11]に増員[12]。
  - 5月1日 学生数[13]/定員
    - デザイン美術科 907[注釈 3]/320
- 1991年
  - 4月1日 デザイン美術科の入学定員を200[14]→300[15]に増員[16]。
  - 5月1日 学生数[17]/定員
    - デザイン美術科 697[注釈 3]/500
- 1992年
  - 5月1日 学生数[注 4]/定員
    - デザイン美術科 818[注釈 3]/600
- 1995年
  - 4月1日 デザイン美術科の入学定員を300→250に減員する[20]。
- 1996年
  - 4月1日 関西芸術短期大学（かんさいげいじゅつたんきだいがく、英語: Kansai Professional College of Art and Design）と改称。男子学生の募集を開始
  - 5月1日 学生数[21]/定員
    - デザイン美術科 537[注 5]
- 1999年
  - 5月1日 学生数[22]/定員
    - デザイン美術科 569[注 6]/500
- 2000年
  - 4月1日 デザイン美術科の入学定員を250→200に減員[23]。
- 2001年
  - 4月1日 宝塚造形芸術大学短期大学部と改称[24]。
- 2002年
  - 4月1日 この年度で学生募集を最後とする[注釈 2]。
- 2004年
  - 5月28日 今年度をもって正式に廃止となる[5]。

## 基礎データ

### 所在地
- 大阪府箕面市稲5-5-1[注釈 1]

### 象徴
- 旧・関西女子美術短期大学カレッジマークは右記資料を参照[25]。

## 教育および研究

### 組織

#### 学科
- デザイン美術科 入学定員110名[注 7]
  - ファッションデザインコース
  - 空間トータルデザインコース
  - アドバタイジングデザインコース
  - 映像デザインコース
  - 映画コース

#### 専攻科
- なし

#### 別科
- なし

#### 取得資格について
受験資格
- 二級建築士

教職課程
- 中学校教諭二種免許状（美術）[注 8]

### 研究
- 『関西女子美術短期大学紀要』[31]
- 『関西芸術短期大学紀要』[32]

### 学園祭
- 関西芸術短期大学だった頃は「緑葉祭」と呼ばれていた。

## 大学関係者と組織

### 大学関係者組織
- 宝塚造形芸術大学短期大学部（関西芸術短期大学等含む）の同窓会は「緑葉会」と称する。

### 大学関係者一覧

#### 出身者
- 冨士本由紀
- 大松伸洋
- 山崎晶子[33]
  - 宝塚大学の人物一覧も参照。

## 施設

### キャンパス
- 1982年 全天候型テニスコート完成。
- 1984年 彫塑室完成。

### 寮
- 特になし。

## 対外関係

### 系列校
- 宝塚大学

## 卒業後の進路について

### 編入学・進学実績
- デザイン美術科：宝塚造形芸術大学・京都造形芸術大学・京都精華大学・大阪芸術大学・神戸芸術工科大学・関西大学ほか[34]。